# Памятник Михаилу Обреновичу
Памятник князю Михаилу (серб. Споменик кнезу Михаилу / Spomenik knezu Mihailu) — конный памятник сербскому князю Михайлу Обреновичу. Он расположен на главной площади Республики в Белграде и был возведён в 1882 году. Это был первый публичный памятник с изображением конной фигуры правителя в Сербии. Автором памятника является итальянский скульптор Энрико Пацци. Рельефы на памятнике были выполнены по чертежам архитектора Константина Йовановича. С 1979 года имеет статус памятника культуры высокого значения.

## История

### Международный конкурс
Во второй половине XIX века в Белграде начало расти количество памятников, которые представляют множество выдающихся деятелей культурной и политической жизни Сербии. Было принято решение после нескольких дебатов и конкурса поставить памятник князю Михайлу Обреновичу, который будет располагаться на бывшей Театральной площади у Национального театра. По этому случаю в 1873 году был объявлен международный конкурс. В конкурсе приняло участие 17 работ, в основном от зарубежных скульпторов.
В конкурсе победил итальянский скульптор, выдающийся флорентийский мастер Энрико Пацци. Наиболее известной его работой был памятник писателю Данте (1865). Проект памятнику князю Михаилу от Пацци был новшеством для сербского общества того времени, поскольку правитель был изображён верхом на коне. Работа над памятником началась в 1874 году и продолжилась в 1878 году, когда Сербия получила независимость. Конная статуя в Белграде была сделана в духе классических итальянских памятников. Это был первый монументальный конный памятник в Сербии.

### Изготовление и установка памятника

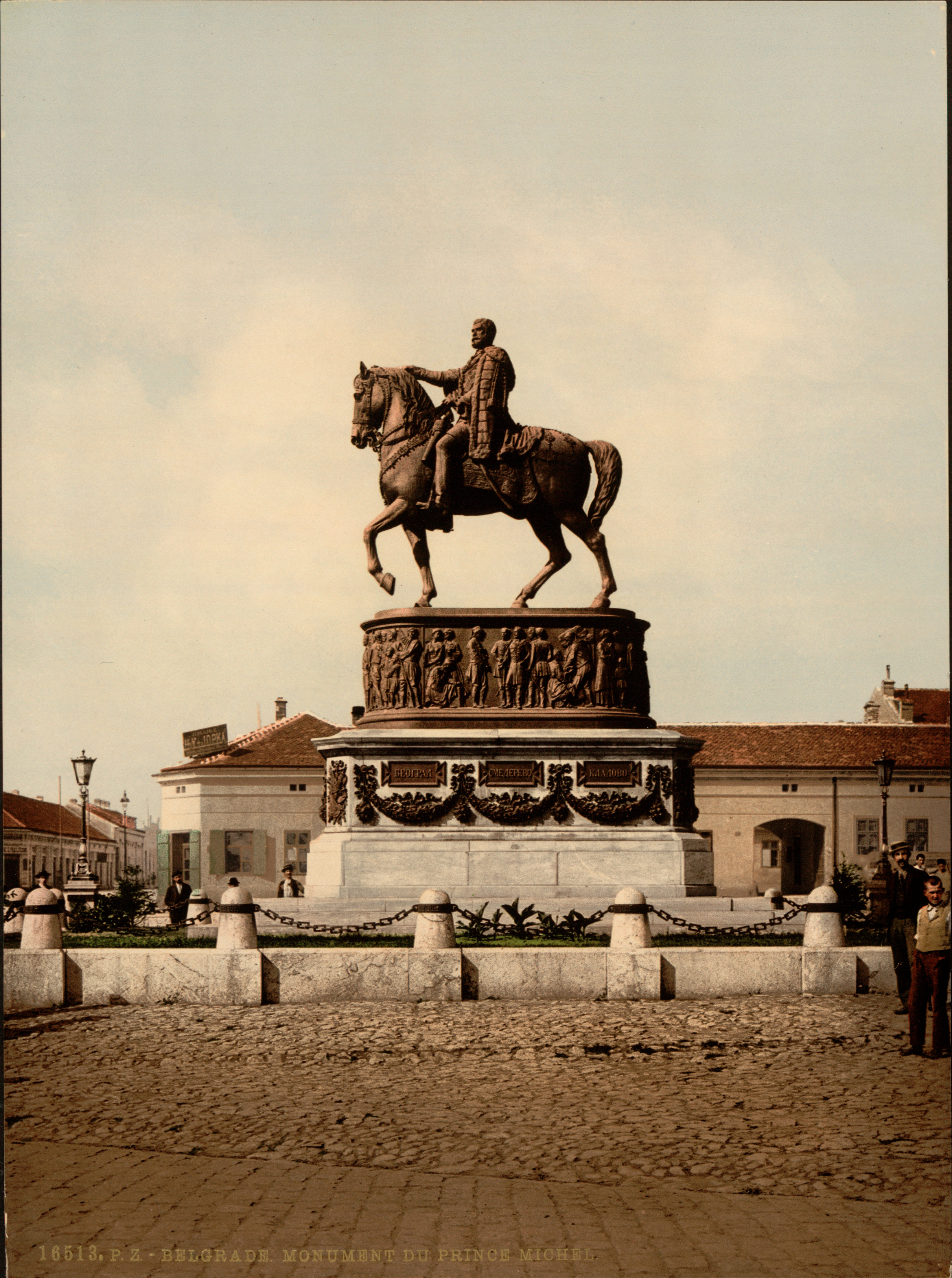
Памятник в 1890 году

Бронзовая конная статуя князя Михайла, работы итальянского скульптора Энрико Пацци была возведена в 1882 году. Памятник был посвящён полному изгнанию турок из Сербии и освобождению семи оставшихся городов на территории Сербии, все еще находившихся под властью Турции (1867). Названия городов выбиты на табличках на постаменте памятника. Скульптура князя показывает рукой на Константинополь, указывая куда туркам следует уходить.
Торжественное открытие памятника состоялось 6 декабря 1882 года, в День Святого Николая, покровителя династии Обренович. Мероприятие было задумано как грандиозное зрелище по случаю провозглашения Королевства Сербия. В то время всадник без шляпы был необычным явлением, на что обратила внимание публика. Открытие памятника сопровождалось большим спектаклем по случаю дня провозглашения Королевства Сербия. Были установлены сценические задники, украшенные цветами, зеленью, геральдические щиты с белыми двуглавыми орлами и флагами. По этому случаю Энрико Пацци, как автор одного из самых важных сербских памятников XIX века, получил Орден Таковского креста второй степени. На церемонии присутствовали высшие представители церкви, государства, армии и множество горожан.
Памятник изготовлен из бронзы и состоит из трёх частей: цоколя, постамента и конной статуи. Бронзовая фигура представляет князя на коне. Вытянутая рука сербского освободителя от турок указывает на ещё не освобождённые районы. Подобный жест с поднятой рукой и вытянутым указательным пальцем восходит к Римской традиции, и в дальнейшем активно использовался во французском неоклассическом искусстве. Для князя Михайла такой жест фактически означает победу в сфере дипломатии, а не на поле боя. Положение князя и коня также указывают на это. Князь держит вожжи в левой руке, жест, который символизирует способность властителя управлять. Князь Михаил был представлен как Спаситель нации, который пожертвовал собой ради национальных идеалов. Постамент овальный с рельефным фризом. Изображения на переднем и заднем фризе взяты из цикла династической мифологии, в котором восхваляется древность и героизм сербского народа и его возрождение под династией Обреновичей. На композиции «Сербский гусляр» с задней северной стороны постамента музыкант изображён в окружении людей, одетых в различные костюмы, указывающие на различные этнические группы, проживающие далеко за пределами тогдашних границ княжества. На лицевой южной стороне композиция «Князь Милош в Таково», указывающая на династическую и национальную идеи, а также на идею войны за освобождение Родины. На восточной и западной стороне памятника — барельефы, прославляющие князя Михайла. На восточной стороне композиция «Национальная Депутация в присутствии Великого Князя Михаила» основана на идее восстановления золотого периода в сербском государстве. На западной стороне композиция «Сербы дают клятву над могилой князя Михайла». В центре композиции древний саркофаг с надписью на французском языке, которая говорит: «Michel III prince de Serbie». Пьедестал с барельефами был установлен на высоком прямоугольном постаменте, так что памятник доминирует пространстве, что играет важную визуальную и символическую роль в деле возвышения королевской личности. Герб династии Обреновичей находится на лицевой южной стороне цоколя. На боковых сторонах три большие бронзовые гирлянды, на которых золотыми буквами начертаны названия городов, освобожденных в 1867 году: Белград, Кладово, Соко, Смедерево, Шабац и Ужице. На задней северной стороне текст: «Князю Михаилу Обреновичу III. Благодарная Сербия». В углах цоколя установлены четыре рельефа трофеев, вокруг памятника забор с канделябрами. Памятник князю Михаилу стал первым конным памятником со скульптурой правителя в национальной сербской истории.
Открытие памятника сопровождалось стрельбой из ста одной пушки и звоном колоколов всех церквей Белграда.